# Springfield Armory

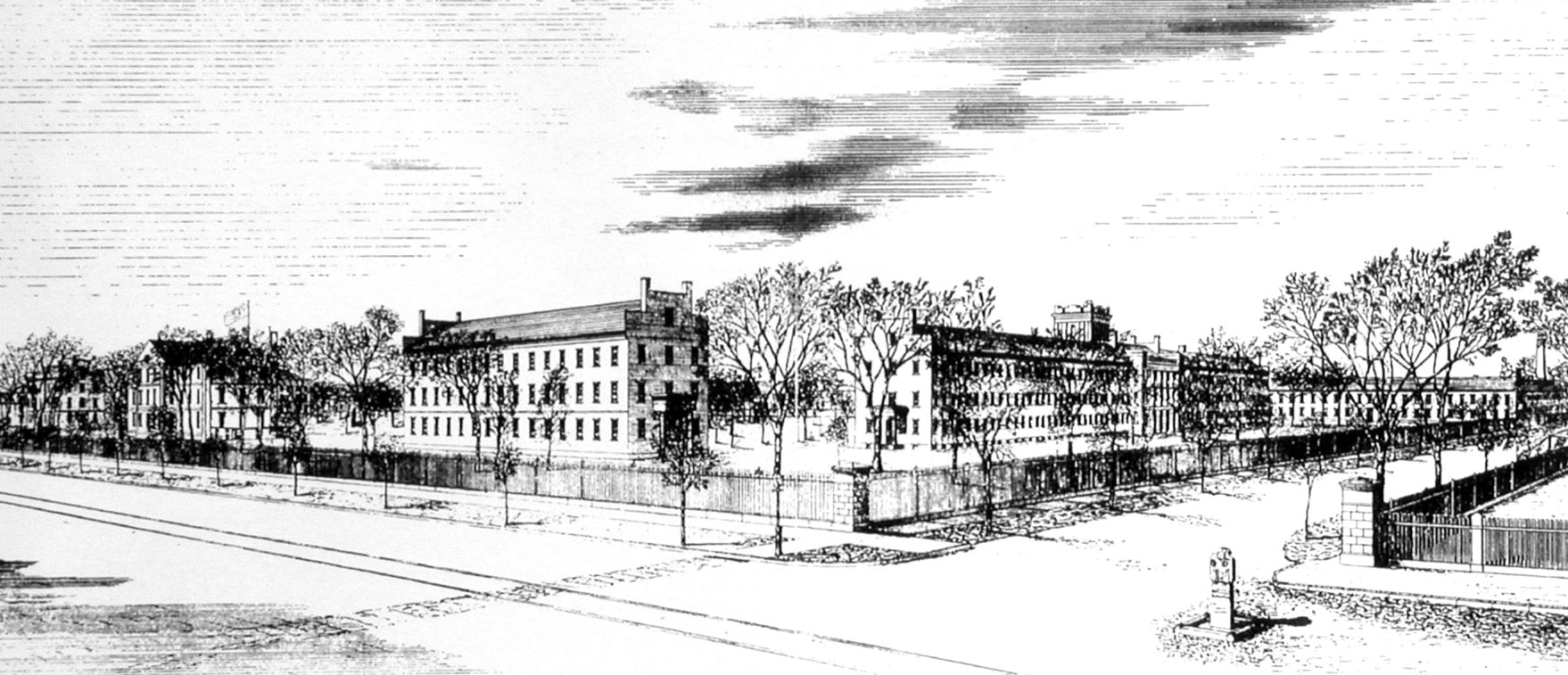
National Armory, Springfield ok. 1878

Springfield Armory – Springfield Armory w Massachusetts (oficjalna nazwa National Armory, Springfield) była najważniejszą państwową fabryką broni w USA; zbudowana później Harpers Ferry Armory była mniejsza. Została zbudowana na miejscu Springfield Arsenal, gdzie na polecenie George'a Washington'a od 1777 produkowano amunicję i inne materiały wojenne. Od 1794 do 1968 produkowano tam większość karabinów używanych przez armię amerykańską. Był to także ważny amerykański arsenał broni lekkiej. W 1968 ówczesny Sekretarz Obrony Stanów Zjednoczonych Robert McNamara podjął decyzję o zamknięciu Springfield Armory i obecnie jest zarządzana przez National Park Service jako Springfield Armory National Historic Site, położone na terenie Springfield Technical Community College. Jest to muzeum, otwarte w 1978, które mieści największą na świecie kolekcję historycznej amerykańskiej broni palnej.
Przez prawie 175 lat produkcji, Armory wytwarzała coraz bardziej zaawansowane rodzaje broni naramiennej, od jednostrzałowych muszkietów skałkowych po karabiny ładowane odtylcowo, powtarzalne, aż po karabin samopowtarzalny, Karabin M1 Garanda opracowany przez Johna Garanda na początku lat 30. XX w..

## Bieżące wykorzystanie
Po zamknięciu fabryki najważniejsze budynki zostały odnowione i przygotowane do funkcji muzealnych w latach 1987-1991. Dziś Springfield Armory to muzeum wpisane do Krajowego Rejestru miejsc o znaczeniu historycznym, zarządzanym przez Departament Spraw Wewnętrznych i podległą mu Służbę Parku Narodowego.
Muzeum mieści obszerną kolekcję broni i innych dowodów historii przemysłu zbrojeniowego Ameryki. W części budynków mieści się szkoła techniczna Springfield Technical Community College (STCC).
Sześć lat po zamknięciu Springfield Armory amerykański przemysłowiec Robert Reese przejął niechronioną już nazwę firmy zbrojeniowej i założył w 1974 Springfield Armory, Inc. z siedzibą w Geneseo w stanie Illinois. Zajmuje się produkcją i importem broni i czerpie korzyści z jednej z najważniejszych nazw w amerykańskim przemyśle zbrojeniowym, mimo że nigdy nie była z nią powiązana. Z szacunku dla dziedzictwa Springfield Armory, rodzina Reese wskrzesiła najbardziej znaczące historycznie projekty realizowane przez firmę – karabin M1 Garand, Pistolet Colt M1911 A1, Karabin M14.